# 44e bataillon de chasseurs à pied
Le 44e bataillon de chasseurs à pied est une unité militaire française, bataillon de réserve du 4e bataillon de chasseurs à pied.

## Création et différentes dénominations
- 2 août 1914 : formation du 44e bataillon de chasseurs à pied, à Brienne-le-Château, à partir du 4e BCP
- 1919 : Dissolution
- 1939 : Recréation du 44e bataillon de chasseurs à pied
- 1940 : Dissolution

## Chefs de corps
- août - septembre 1914 : commandant Daloz[1]
- septembre - octobre 1914 : commandant Rousseau[2]
- ? : commandant Sombart
- octobre 1915 - ? : commandant Genet[3]
- juin 1916 - juin 1917 : commandant Cambel[4]
- juin - juillet 1917 : commandant de Job[5]
- juillet 1917 - : commandant Pasquier[6]

## Première Guerre mondiale

### Rattachement
- 70e division d'infanterie pendant toute la guerre[7]

### Historique
- Elle ne cite pas suffisamment ses sources. Vous pouvez indiquer les passages à sourcer avec {{référence nécessaire}} ou {{Référence souhaitée}}, et inclure les références utiles en les liant aux notes de bas de page. (Marqué depuis novembre 2020)
- Elle contient une ou plusieurs listes. Le texte gagnerait à être rédigé sous la forme d’un ou plusieurs paragraphes synthétiques, afin d’être plus agréable à lire. (Marqué depuis novembre 2020)

#### 1914
- Batailles de Lorraine : Einville (1 sept.)[réf. nécessaire], Réméréville[7], Courbesseaux, Forêt de Champenoux (13 septembre)[réf. nécessaire],
- Bataille du Grand-Couronné
- Course à la mer: Vimy, Souchez[7], Berthonval (début octobre)[réf. nécessaire]

#### 1915
- Offensive d'Artois : Carency, souchez, Cote 140, Côte 119 (9 mai)[7]
- Opérations en Artois : bois de Givenchy en Gohelle, Cinq-Chemins (25 septembre), Neuvireuil, Le Fresnoy, Carency, Mont St-Eloi, Ablain Saint-Nazaire[réf. nécessaire]

#### 1916
- Verdun : Ouest de Douaumont (22 mars-2 avril)[7]
- Bataille de la Somme : Ommiécourt (5 septembre)[réf. nécessaire], bois des Berlingots (12 septembre)[réf. nécessaire], la Maisonnette, Biaches (18 octobre)[7]

#### 1917
- Chemin des Dames
- Alsace : Hartmannswillerkopf[7]

#### 1918
- Oise : Le Violu[7]
- Somme[7]
- Belgique[7]

## Seconde Guerre mondiale
Mobilisé en 1939, comme bataillon de réserve de série A. Il est rattaché à la 23e demi-brigade de chasseurs à pied, de la 47e division d'infanterie.

## Drapeau et décorations
Comme tous les autres bataillons de chasseurs ou groupes de chasseurs, il ne dispose pas de son propre drapeau.
Le bataillon obtient la fourragère aux couleurs de la Croix de guerre 1914-1918 le 8 novembre 1916. Il est cité trois fois à l'ordre de l'armée.